# Onthophagus kavirondus
Onthophagus kavirondus là một loài bọ cánh cứng trong họ Bọ hung (Scarabaeidae).